# KS Dinamo Tirana
Klubi Sportiv Dinamo Tirana este un club de fotbal din Tirana, Albania, fondat în 1949.

## KS Dinamo Tirana în Europa
- TR = Tur preliminar
- R1 = Runda 1
- R2 = Runda 2

| Sezon    | Competiție          | Rundă | Țară          | Club                    | Acasă | Deplasare |
| -------- | ------------------- | ----- | ------------- | ----------------------- | ----- | --------- |
| 1971/72  | Cupa Cupelor        | R1    | Austria       | Austria Viena           | 1-1   | 0-1       |
| 1980/81  | Cupa Cupelor        | R1    | Țările de Jos | AFC Ajax                | 0-2   | 0-1       |
| 1981/82  | Cupa UEFA           | R1    | Germania      | Carl Zeiss Jena         | 1-0   | 0-4       |
| 1982/83  | Cupa Cupelor        | R1    | Scoția        | Aberdeen FC             | 0-0   | 0-1       |
| 1985/86  | Cupa UEFA           | R1    | Malta         | Hamrun Spartans         | 1-0   | 0-0       |
|          |                     | R2    | Portugalia    | Sporting Lisabona       | 0-0   | 0-1       |
| 1986/87  | Cupa Campionilor    | R1    | Turcia        | Beșiktaș JK             | 0-1   | 0-2       |
| 1989/90  | Cupa Cupelor        | TR    | Bulgaria      | PFC Chernomorets Burgas | 4-0   | 1-3       |
|          |                     | R1    | România       | Dinamo București        | 1-0   | 0-2       |
| 1990/91  | Cupa Campionilor    | R1    | Franța        | Olympique Marseille     | 0-0   | 1-5       |
| 2001/02  | Cupa UEFA           | TR    | România       | FDinamo București       | 1-3   | 0-1       |
| 2002/03  | Liga Campionilor    | TR    | Lituania      | FBK Kaunas              | 0-0   | 3-2       |
|          |                     | TR    | Danemarca     | Brøndby IF              | 0-4   | 0-1       |
| [2003/04 | Cupa UEFA           | TR    | Belgia        | KSC Lokeren             | 0-4   | 1-3       |
| 2004/05  | Cupa UEFA           | TR    | România       | Oțelul Galați           | 1-4   | 0-4       |
| 2005     | Cupa UEFA Intertoto | R1    | Croația       | NK Varteks              | 2-1   | 1-4       |
| 2006/07  | Cupa UEFA           | QR1   | Bulgaria      | CSKA Sofia              | 0-1   | 1-4       |

## Palmares
- Kategoria superiore: 17

(1950, 1951, 1952, 1953, 1955, 1956, 1960, 1966-67, 1972-73, 1974-75, 1975-76, 1976-77, 1979-80, 1985-86, 1989-90, și 2001-02, 2007-08)
- Cupa Albaniei: 13

(1950, 1951, 1952, 1953, 1954, 1960, 1971, 1974, 1978, 1982, 1989, 1990 și 2003).